# Струпец (област Враца)
 За другото българско село вижте Струпец (Област Сливен).  
Струпѐц е село в Северозападна България. То се намира в община Роман, област Враца.

## География
Струпец се намира на изток от град Мездра, на 271 м надморска височина, в полите на старопланински връх. На около 1 км от селото тече река Искър, и целият терен е богат на извори.

## Климат
Климатът е умереноконтинентален, със студена зима - средна температура през януари - около -1°C, лятото е горещо - средна юлска температура 22°C.

## Население
Жители на село Струпец са около 300 – 350 жители.
- Вход и главна улица в Струпец
- Военен паметник в Струпец

Преброяване на населението през 2011 г.
Численост и дял на етническите групи според преброяването на населението през 2011 г.:
|                     | Численост | Дял (в %) |
| Общо                | 353       | 100,00    |
| Българи             | 282       | 79,88     |
| Турци               | 0         | 0,00      |
| Цигани              | 17        | 4,81      |
| Други               | 0         | 0,00      |
| Не се самоопределят | 0         | 0,00      |
| Неотговорили        | 54        | 15,29     |

## Културни и природни забележителности
- Струпешки (Тържишки) манастир „Св. Пророк Илия“[3][4]
- р. Малък Искър
- Струпешка могила, по която все още има останки от римската крепост „Виноград“ (Градище)[5].

### Галерия Тържишки манастир
- Входните порти на Тържишкия манастир
- Старинната черква „Св. Николай“
- Стенописи в старинната черква „Св. Николай“

## Редовни събития
Курбан за Здраве и плодородие в Тържишки манастир „Свети Пророк Илия“

## Личности
- Гено Димитров (1877 – 1903), български революционер